# Mika Forss
Mika Forss, född 26 september 1968 i Nokia i Birkaland i Finland, är en finländsk travkusk (catch driver) som är verksam vid Teivo travbana. Han har blivit kuskchampion i Finland 2008, 2010, 2014, 2015, 2016 och 2018. Forss har sedan 2016 blivit mer och mer aktiv i Sverige och kör frekvent lopp åt tränarna Veijo Heiskanen, Timo Nurmos och Ingemar Hultqvist.

## Karriär
Sin första seger i karriären tog Forss redan 1988, men karriären tog fart på allvar i början av 2000-talet.
Forss tog sin 1000:e seger tillsammans med Moon Cloud den 22 maj 2009, och sin 2000:e seger tillsammans med Regulus Mank den 1 september 2013. Den 11 januari 2017 blev han den 13:e finska kusken som passerat 3000 segrar, då han vann tillsammans med Double Boost på Vermo travbana. Han har till september 2017 tagit ca 3100 segrar och kört in över 14,5 miljoner euro.
2016 vann Forss även Europeiskt mästerskap för kuskar.

## Segrar i större lopp
| År   | Lopp                                               | Häst              | Tränare               | Lopptyp |
| ---- | -------------------------------------------------- | ----------------- | --------------------- | ------- |
| 2008 | Harper Hanovers Lopp                               | Millstone's Eager | Olli Tiainen          | Grupp 2 |
| 2010 | St. Michel-loppet                                  | Amour Ami         | Robert Bergh          | Grupp 1 |
| 2016 | Elitkampen                                         | Vitter            | Jalmari Svart         | -       |
| 2016 | Suur-Hollola-loppet                                | Venice            | Heikki Korhonen       | Grupp 1 |
| 2017 | Suur-Hollola-loppet                                | Venice            | Heikki Korhonen       | Grupp 1 |
| 2018 | Bronsdivisionens final, feb                        | Vic de Luxe       | Mika Haapakangas      | -       |
| 2018 | Margaretas Tidiga Unghästserie, 3-åriga ston, mars | Staro Miami       | Ari-Pekka Pakkanen    | -       |
| 2018 | Breeders' Crown, 4-åriga h/v                       | Selmer I.H.       | Ingemar Hultqvist     | Grupp 1 |
| 2019 | Bronsdivisionens final, sept                       | Mr Golden Quick   | Mika Haapakangas      | -       |
| 2019 | Margaretas Tidiga Unghästserie, 4-åriga ston, maj  | Staro Miami       | Ari-Pekka Pakkanen    | -       |
| 2020 | Klass I-final, maj                                 | Valiant Dream     | Mika Forss            | -       |
| 2020 | Norrbottens Stora Pris                             | Antonio Tabac     | Jörgen Westholm       | Grupp 1 |
| 2020 | Scandal Plays Minne                                | Antonio Tabac     | Jörgen Westholm       | -       |
| 2020 | Sto-SM                                             | Hevin Boko        | Timo Nurmos           | Grupp 2 |
| 2021 | Lovely Godivas Lopp                                | Allegra Gifont    | Alessandro Gocciadoro | Grupp 2 |
| 2021 | Svenskt Trav-Oaks                                  | Lara Boko         | Timo Nurmos           | Grupp 1 |
| 2022 | Långa E3, ston                                     | Sparven           | Jörgen Westholm       | Grupp 1 |